# 남자의 향기 (영화)
"남자의 향기"는 1998년 9월 12일 개봉한 대한민국의 영화이다.

## 캐스팅
- 김승우 : 권혁수 역
- 명세빈 : 신은혜 역
- 조민기 : 정철민 역
- 장세진 : 장승화 역
- 김해곤 : 양휘철 역
- 김래원 : 어린 권혁수 역
- 이요원 : 어린 신은혜 역
- 차룡 : 황덕중 역
- 조준형 : 윤상원 역
- 이용관 : 독고호달 역
- 유영환 : 권득룡 역
- 박건식 : 오회장 역
- 서학 : 조백상 역
- 이형탁 : 백동삼 역
- 김부영 : 정태환 역
- 김리아 : 천민숙 역
- 한근옥 : 리타 부 역
- 김나영 : 리타 역
- 강세희 : 수진 역
- 서문경 : 해포건달 1 역
- 김명규 : 해포건달 2 역
- 류현철 : 해포건달 3 역
- 윤용준 : 파출소장 역
- 배중식 : 경관 역
- 이인옥 : 여관주인 역
- 엄동환 : 공사장소장 역
- 이진목 : 땅딸막 역
- 김경란 : 공사장아줌마 역
- 이범수 : 썬그라스 사내 역
- 이지수 : 간다이 역
- 김효진 : 뚱보 역
- 경윤식 : 호달파 역
- 노행철 : 호달파 역
- 민성욱 : 호달파 역
- 박유민 : 호달파 역
- 박현근 : 호달파 역
- 정재욱 : 호달파 역
- 최완생 : 호달파 역
- 김상현 : 흑성회 역
- 신범식 : 흑성회 역
- 오장헌 : 흑성회 역
- 전태호 : 구멍가게주인 역
- 이태훈 : 중년남자 1 역
- 박기산 : 중년남자 2 역
- 이경표 : 납치사내 역
- 이동훈 : 납치사내 역
- 박용범 : 마빡 역
- 양일민 : 셋방주인 역
- 배장수 : 교도관 역
- 김세진 : 이사장 역
- 임홍식 : 형사반장 역
- 김혜은 : 미용사 역
- 김주연
- 백성현
- 장류모